# Tadawul All-Share Index
| Tadawul All-Share Index | Tadawul All-Share Index |
| ----------------------- | ----------------------- |
|                         |                         |
| Stammdaten              |                         |
| Staat                   | Saudi-Arabien           |
| Börse                   | Tadawul                 |
| ISIN                    | nicht bekannt           |
| WKN                     | nicht bekannt           |
| Symbol                  | TASI                    |
| RIC                     | ^TASI                   |
| Bloomberg-Code          | SASEIDX <INDEX>         |
| Kategorie               | Aktienindex             |
| Typ                     | Kursindex               |
| Familie                 | Single-Index            |

Der Tadawul All-Share Index (TASI) ist der führende Aktienindex in Saudi-Arabien. Er umfasst alle an der Wertpapierbörse Tadawul notierten Unternehmen.

## Berechnung
Der Tadawul All-Share Index ist ein Kursindex, in dem alle Aktiengesellschaften der Wertpapierbörse Tadawul gelistet sind. Er spiegelt die Entwicklung des gesamten saudi-arabischen Aktienmarktes wider. Der Indexstand wird ausschließlich auf Grund der Aktienkurse ermittelt und nur um Erträge aus Bezugsrechten und Sonderzahlungen bereinigt. Die Gewichtung erfolgt nach der Marktkapitalisierung der gelisteten Unternehmen. Kapitalmaßnahmen wie Aktiensplits haben keinen (verzerrenden) Einfluss auf den Index. Die Berechnung wird während der Handelszeit von 9:00 Uhr bis 15:00 Uhr Ortszeit (7:00 Uhr bis 13:00 Uhr MEZ) laufend aktualisiert.

## Geschichte

### 20. Jahrhundert
Der Index startete am 27. Februar 1985 unter dem Namen National Center for Financial and Economic Information Index (NCFEI Index). Basiswert waren zunächst 100 Punkte. Am 23. Januar 1998 wurde der Index mit einem Faktor von 10 multipliziert und der Basiswert von 1985 auf 1.000 Punkte festgelegt.
Am 28. Februar 1985 schloss der Index bei 1.013,00 Punkten. 1986 stürzte der Ölpreis wegen weltweiter Überproduktion an Rohöl und dem Versuch einiger OPEC-Staaten, ihre Weltmarktstellung durch Preissenkungen zu verbessern, auf weniger als zehn US-Dollar pro Barrel. Durch diesen starken Preisverfall war die OPEC in einer Krise. Die rückläufigen Öleinnahmen belasteten den Aktienmarkt. Bis zum 11. September 1986 fiel der NCFEI Index um 39,4 Prozent auf einen Schlussstand von 614,00 Punkten.
1990 wurde der OPEC-Richtpreis von 18 US-Dollar auf 21 US-Dollar pro Barrel erhöht. Das Preisziel wurde nur aufgrund des Golfkriegs und der Invasion Kuwaits erreicht. Am 14. Mai 1992 beendete der saudi-arabische Leitindex den Handel bei 2.351,00 Punkten. Der Gewinn seit September 1986 liegt bei 282,9 Prozent.
In den Jahren 1990 bis 1994 wurde die OPEC-Fördermenge um 8,5 Prozent erhöht, trotzdem sanken die Einnahmen durch den Erdölexport. Entsprechend mussten die Kurse am einheimischen Aktienmarkt Verluste hinnehmen. Am 1. Mai 1995 schloss der NCFEI Index bei 1.140,57 Punkten und damit um 51,5 Prozent tiefer. Am 27. Oktober 1997 beendete der Aktienindex den Handel bei 2.001,30 Punkten und damit um 75,4 höher.
In den Jahren 1997 bis 1999 kam es in Teilen der Welt zu Finanz-, Währungs- und Wirtschaftskrisen (Asienkrise, Brasilienkrise, Russlandkrise). Durch die Krisen waren die Anleger in Saudi-Arabien nervös geworden und es kam zu einem verstärkten Kapitalabfluss. Am 2. März 1999 schloss der NCFEI Index bei 1.313,58 Punkten. Der Verlust seit Oktober 1997 beträgt 34,4 Prozent.

### 21. Jahrhundert

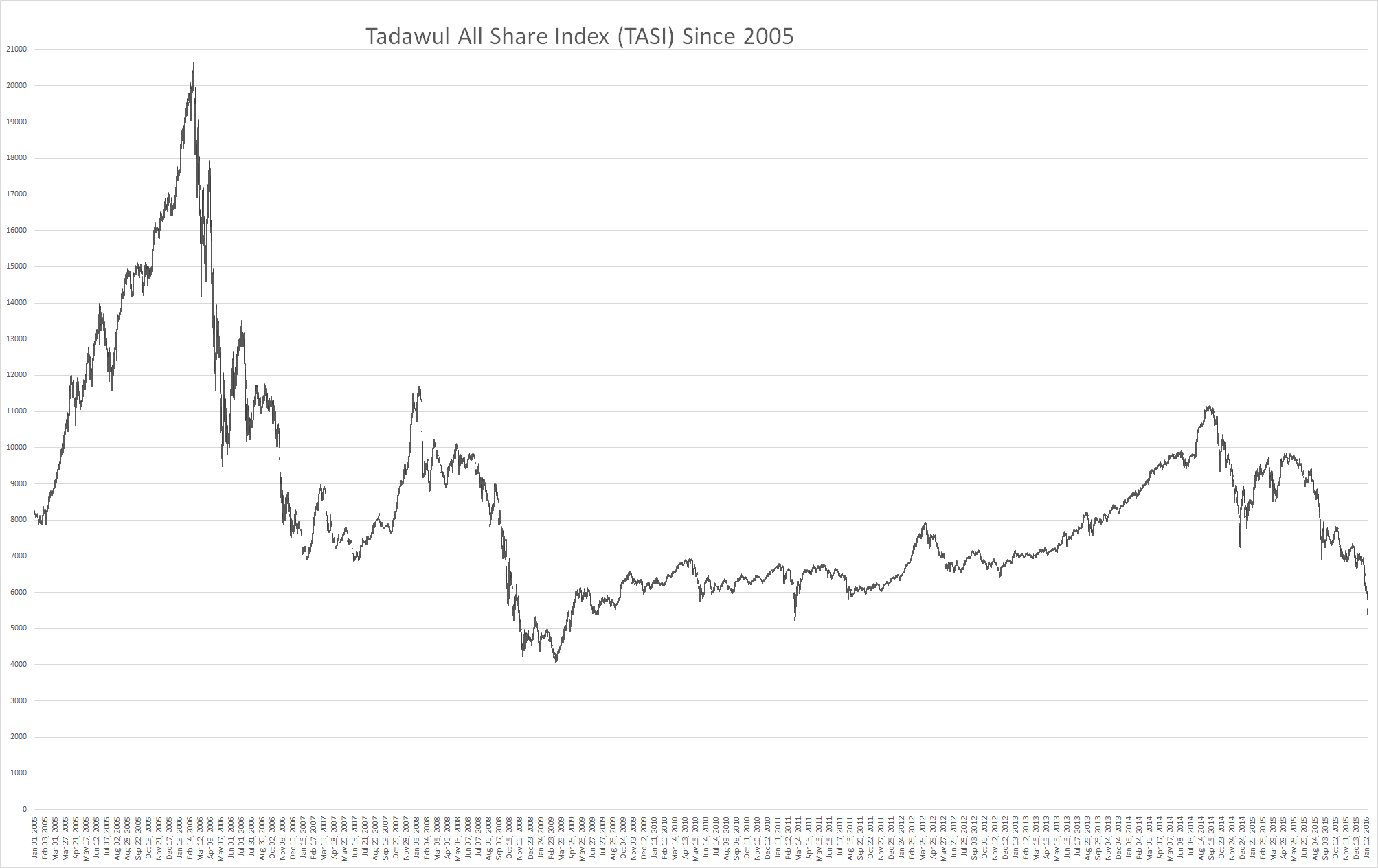
Entwicklung seit 2005

Am 6. Oktober 2001 erfolgte an der Saudi Stock Exchange die Einführung des Handelssystems Tadawul. Es ersetzte das 1990 lancierte Electronic Securities Information System (ESIS). Um diese Änderung widerzuspiegeln, wurde der NCFEI Index in Tadawul All-Share Index (TASI) umbenannt.
Anfang des 21. Jahrhunderts ließen der anhaltend hohe Ölpreis und Wirtschaftsreformen den Aktienmarkt in Saudi-Arabien boomen. Einheimische Investoren legten ihre Petro-Dollars verstärkt im eigenen Land an, während sie bei früheren Aufschwüngen ihr Geld mehr in den Industriestaaten investiert hatten. Der TASI erzielte zwischen Ende 1999 und Anfang 2006 zahlreiche Rekorde. Am 22. März 2004 beendete das Börsenbarometer erstmals den Handel über der Grenze von 5.000 Punkten und am 17. März 2005 zum ersten Mal über der 10.000-Punkte-Marke. Die Grenze von 15.000 Punkten fiel erstmals am 19. September 2005 und die 20.000-Punkte-Marke am 21. Februar 2006. Vier Tage später, am 25. Februar 2006, markierte der saudi-arabische Leitindex mit einem Schlussstand von 20.634,86 Punkten ein Allzeithoch. Der Gewinn seit März 1999 liegt bei 1.470,4 Prozent.
Nach dem Platzen der Spekulationsblase fiel der Tadawul All-Share Index bis zum 16. Juni 2007 um 66,7 Prozent auf einen Schlussstand von 6.861,80 Punkten. Er war der größte Sturz in der Geschichte des Index. In den folgenden sieben Monaten erholte sich der Index von seinen Tiefständen. Am 12. Januar 2008 schloss der TASI bei 11.895,47 Punkten und damit um 73,3 Prozent höher.
Im Verlauf der internationalen Finanzkrise, die im Sommer 2007 in der US-Immobilienkrise ihren Ursprung hatte, begann der Index wieder zu sinken. Ab dem 3. Quartal 2008 wirkte sich die Krise zunehmend auf die Realwirtschaft aus. In der Folge brachen die Aktienkurse weltweit ein. Am 18. November 2008 sank der TASI unter die Grenze von 5.000 Punkten. Einen neuen Tiefststand erzielte das Börsenbarometer am 9. März 2009, als es den Handel bei 4.130,01 Punkten beendete. Das entspricht seit dem 12. Januar 2008 einem Rückgang um 65,3 Prozent.
Der 9. März 2009 markiert den Wendepunkt der Talfahrt. Ab Frühjahr 2009 war der Tadawul All-Share Index wieder auf dem Weg nach oben. Bis zum 26. April 2010 stieg er um 67,8 Prozent auf einen Schlussstand von 6.929,40 Punkten. Die Proteste in der Arabischen Welt 2010–2011 und die Angst der Investoren vor einem Übergreifen der Unruhen auf Saudi-Arabien ließen den einheimischen Leitindex bis zum 2. März 2011 um 23,2 Prozent auf 5.323,27 Punkte fallen. Eine Erholung der Kurse führte zu Wertsteigerungen am Aktienmarkt. Am 3. April 2012 schloss der Index bei 7.930,58 Punkten und damit um 49,0 Prozent höher als ein Jahr zuvor.

### Höchststände
Die Übersicht zeigt die Allzeithöchststände des Tadawul All-Share Index.
|                      | Punkte    | Datum                    |
| -------------------- | --------- | ------------------------ |
| im Handelsverlauf    | 20.966,58 | Montag, 25. Februar 2006 |
| auf Schlusskursbasis | 20.634,86 | Montag, 25. Februar 2006 |

### Meilensteine
Die Tabelle zeigt die Meilensteine des Tadawul All-Share Index.
| Erster Schlussstand über | Schlussstand in Punkten | Datum             |
| ------------------------ | ----------------------- | ----------------- |
| 1.000                    | 1.000,00                | 27. Februar 1985  |
| 2.000                    | 2.001,80                | 19. März 1992     |
| 3.000                    | 3.014,97                | 21. April 2003    |
| 4.000                    | 4.011,34                | 18. August 2003   |
| 5.000                    | 5.037,12                | 22. März 2004     |
| 6.000                    | 6.016,50                | 13. Mai 2004      |
| 7.000                    | 7.095,73                | 23. Oktober 2004  |
| 8.000                    | 8.086,29                | 22. November 2004 |
| 9.000                    | 9.008,53                | 27. Februar 2005  |
| 10.000                   | 10.030,29               | 17. März 2005     |

| Erster Schlussstand über | Schlussstand in Punkten | Datum              |
| ------------------------ | ----------------------- | ------------------ |
| 11.000                   | 11.172,41               | 4. April 2005      |
| 12.000                   | 12.342,14               | 17. Mai 2005       |
| 13.000                   | 13.149,43               | 11. Juni 2005      |
| 14.000                   | 14.198,06               | 13. August 2005    |
| 15.000                   | 15.001,44               | 19. September 2005 |
| 16.000                   | 16.077,38               | 10. November 2005  |
| 17.000                   | 17.165,66               | 2. Januar 2006     |
| 18.000                   | 18.004,08               | 22. Januar 2006    |
| 19.000                   | 19.069,50               | 1. Februar 2006    |
| 20.000                   | 20.061,69               | 21. Februar 2006   |

### Jährliche Entwicklung
Die Tabelle zeigt die jährliche Entwicklung des Tadawul All-Share Index seit 1985.
| Jahr | Schlussstand in Punkten | Veränderung in Punkten | Veränderung in % |
| ---- | ----------------------- | ---------------------- | ---------------- |
| 1985 | 690,88                  |                        |                  |
| 1986 | 646,03                  | −44,85                 | −6,49            |
| 1987 | 780,64                  | 134,61                 | 20,84            |
| 1988 | 892,00                  | 111,36                 | 14,27            |
| 1989 | 1.086,83                | 194,83                 | 21,84            |
| 1990 | 979,77                  | −107,06                | −9,85            |
| 1991 | 1.765,24                | 785,47                 | 80,17            |
| 1992 | 1.888,65                | 123,41                 | 6,99             |
| 1993 | 1.793,30                | −95,35                 | −5,05            |
| 1994 | 1.282,87                | −510,43                | −28,46           |
| 1995 | 1.367,60                | 84,73                  | 6,60             |
| 1996 | 1.531,00                | 163,40                 | 11,95            |
| 1997 | 1.957,80                | 426,80                 | 27,88            |
| 1998 | 1.413,10                | −544,70                | −27,82           |
| 1999 | 2.028,53                | 615,43                 | 43,55            |
| 2000 | 2.258,29                | 229,76                 | 11,33            |
| 2001 | 2.430,11                | 171,82                 | 7,61             |
| 2002 | 2.518,08                | 87,97                  | 3,62             |
| 2003 | 4.437,58                | 1.919,50               | 76,23            |
| 2004 | 8.206,23                | 3.768,65               | 84,93            |
| 2005 | 16.712,64               | 8.506,41               | 103,66           |
| 2006 | 7.933,29                | −8.779,35              | −52,53           |
| 2007 | 11.175,96               | 3.242,67               | 40,87            |
| 2008 | 4.802,99                | −6.372,97              | −57,02           |
| 2009 | 6.121,76                | 1.318,77               | 27,46            |
| 2010 | 6.620,75                | 498,99                 | 8,15             |
| 2011 | 6.418,13                | −202,62                | −3,06            |
| 2012 | 6.801,22                | 383,09                 | 5,97             |
| 2013 | 8.536,60                | 1734,38                | 25,50            |
| 2014 | 8.333,30                | −202,30                | −2,37            |
| 2015 | 6.911,76                | −1.421,54              | −17,06           |
| 2016 | 7.210,43                | 298,67                 | 4,32             |
| 2017 | 7.226,32                | 15,89                  | 0,22             |
| 2018 | 7.826,73                | 600,41                 | 8,31             |
| 2019 | 8.389,23                | 562,50                 | 7,19             |
| 2020 | 8.689,53                | 300,30                 | 3,58             |
| 2021 | 11.281,71               | 2.592,18               | 29,83            |
| 2022 | 10.478,46               | −803,25                | −7,12            |
| 2023 | 11.967,39               | 1.488,93               | 12,21            |